# Timavo
Il Timavo (in sloveno Timava o Timav; in friulano Timau) è un fiume che scorre tra Croazia, Slovenia e Italia. Il corso superiore del fiume, oggi in Slovenia, è noto in sloveno come Reka ed era un tempo noto in italiano anche con il nome di Recca.

## Descrizione

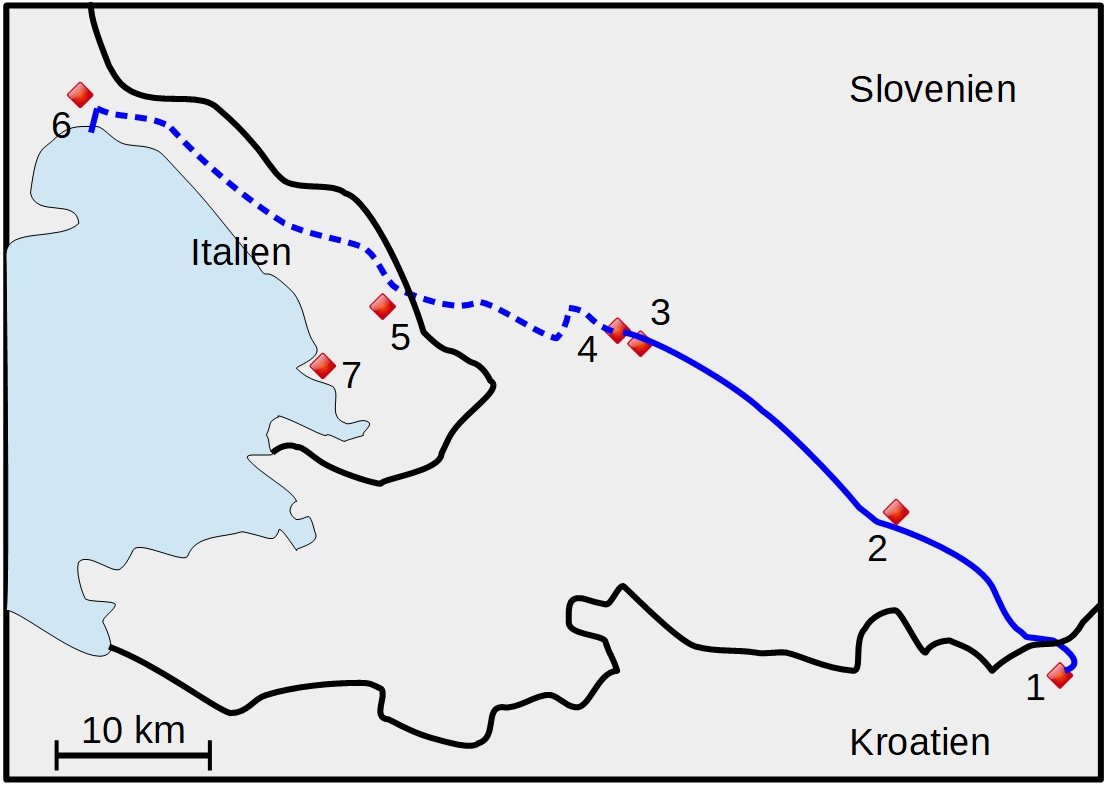
Percorso del fiume Timavo.
Legenda:
1) Vela Voda sorgente
2) Ilirska Bistrica
3) Vremski Britof
4) Škocjan
5) Trebiciano
6) Monfalcone
7) Trieste

Il fiume nasce in Croazia da una sorgente valchiusana del Monte Nevoso e precisamente dal picco Turkove škulje, distante solo un paio di chilometri dal confine con la Slovenia. Scorre poi nella val Malacca, nella Contea Litoraneo Montana della Croazia; nel suo percorso attraversa il Carso per quasi novanta chilometri e sfocia infine in mare nei pressi di San Giovanni di Duino, in provincia di Trieste.
È famoso a causa del suo lungo tratto sotterraneo di circa 39 chilometri che, dalle grotte di San Canziano in Slovenia, passando per l'Abisso di Trebiciano, raggiunge il paese di San Giovanni di Duino. Qui ricompare in superficie per poi sfociare nel Golfo di Trieste dopo un paio di chilometri. Tale percorso viene considerato come uno dei più interessanti fenomeni carsici.
Il Timavo, con i suoi 2 km di percorso in superficie in territorio italiano, può essere considerato il fiume più corto della penisola che sfoci in mare. Lo scazzone del Timavo (Cottus scaturigo) è una specie ittica endemica della sorgente di questo fiume. Dal nome del fiume deriva il nome della omonima Società di Canottieri sita in Monfalcone e fondata nel 1920 da Umberto Sanzin.

## Storia

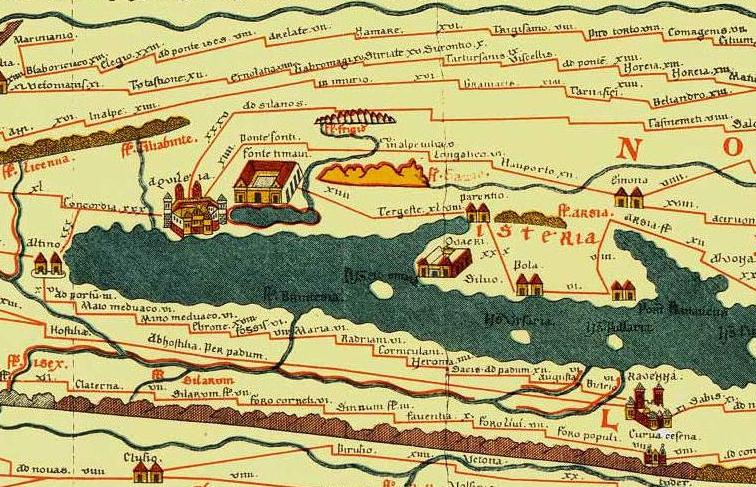
Indicazione delle risorgive del Timavo sulla Tabula Peutingeriana

L'area delle risorgive, posta nel comune di Duino-Aurisina, fin dall'antichità fu importante luogo di culto. La presenza di un fiume che sgorgava dalla terra aveva incuriosito e impaurito le popolazioni primitive. Si veneravano Diomede, Ercole, Saturno, la Spes Augusta, Libero Augusto e il dio Temavus. 
Virgilio ne era rimasto così impressionato da menzionarlo per ben tre volte: Egloga VIII, 6, Georgiche, libro III, 475 e Eneide, libro I, 244. Da qui passava la Via Flavia e nella zona della foce del Timavo raggiungeva il mar Adriatico la via dell'ambra, lungo la quale fin dall'epoca preromana veniva importata dal Baltico la preziosa resina fossile.
Nel IV secolo, con l'avvento del Cristianesimo, venne edificata la prima cappella, che, con successive modificazioni, divenne la chiesa di San Giovanni in Tuba. Il cenobio dei Benedettini venne distrutto dagli Avari nel 611. Ricostruito, fu poi il turno degli Ungari che lo abbatterono nel 902. Ricostruito nuovamente grazie all'interessamento del patriarca di Aquileia Ulrico I, venne definitivamente distrutto da un'incursione turca.
Nel 1284, durante una guerra con il Patriarcato di Aquileia i veneziani costruirono su un'isola artificiale, davanti alla sua foce, il castello di Belforte.
Storicamente, e attraverso le varie dominazioni, la sua foce è sempre stata considerata il confine sud-orientale del Friuli; durante il dominio asburgico parte del corso del Timavo fungeva da confine amministrativo tra il litorale austriaco e la Carniola.
Dopo la prima guerra mondiale alle Bocche del Timavo fu eretto il monumento ai Lupi di Toscana, opera dell'architetto Guido Cirilli.

## Galleria d'immagini

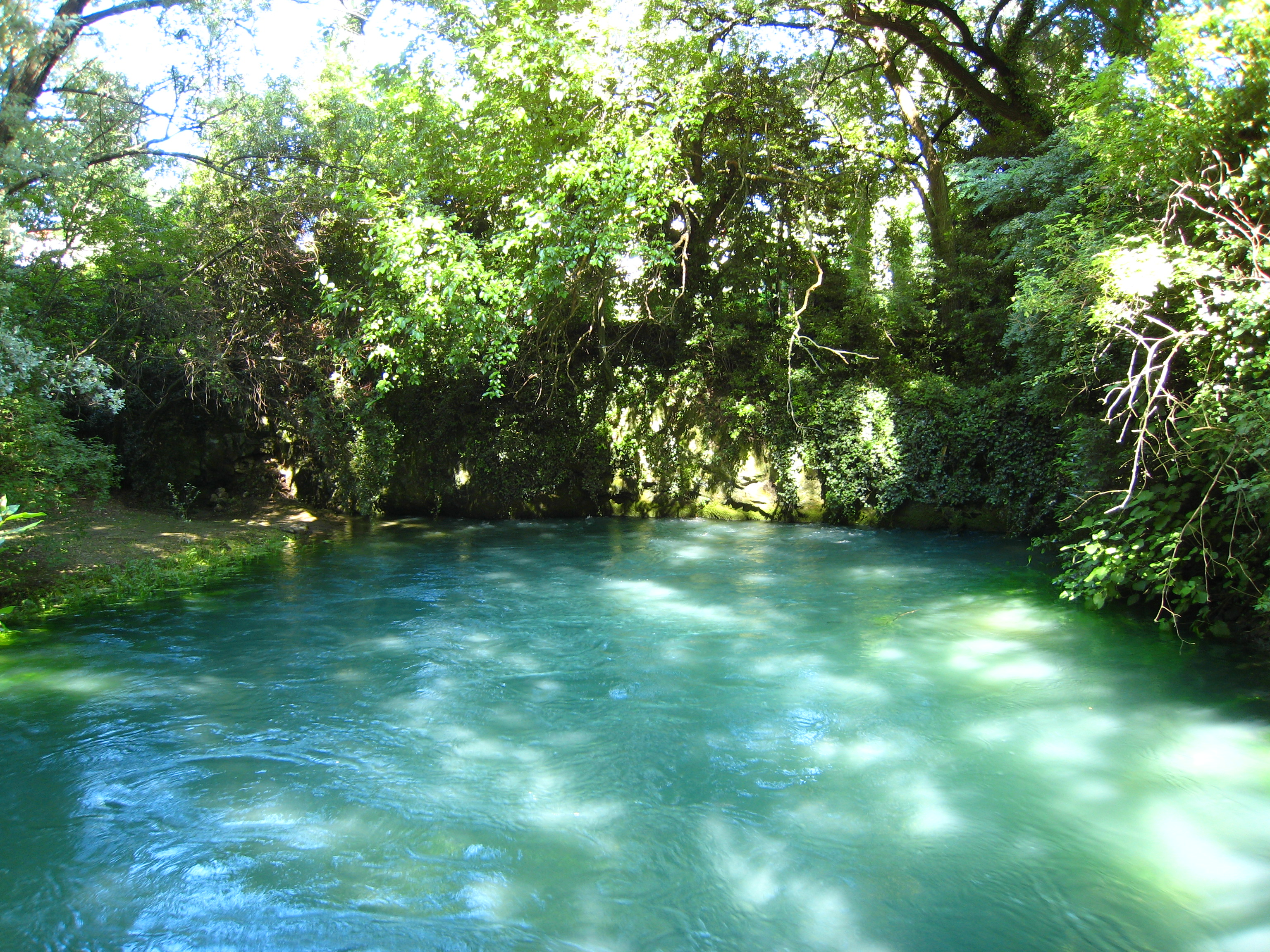
Una delle risorgive del Timavo (San Giovanni di Duino)
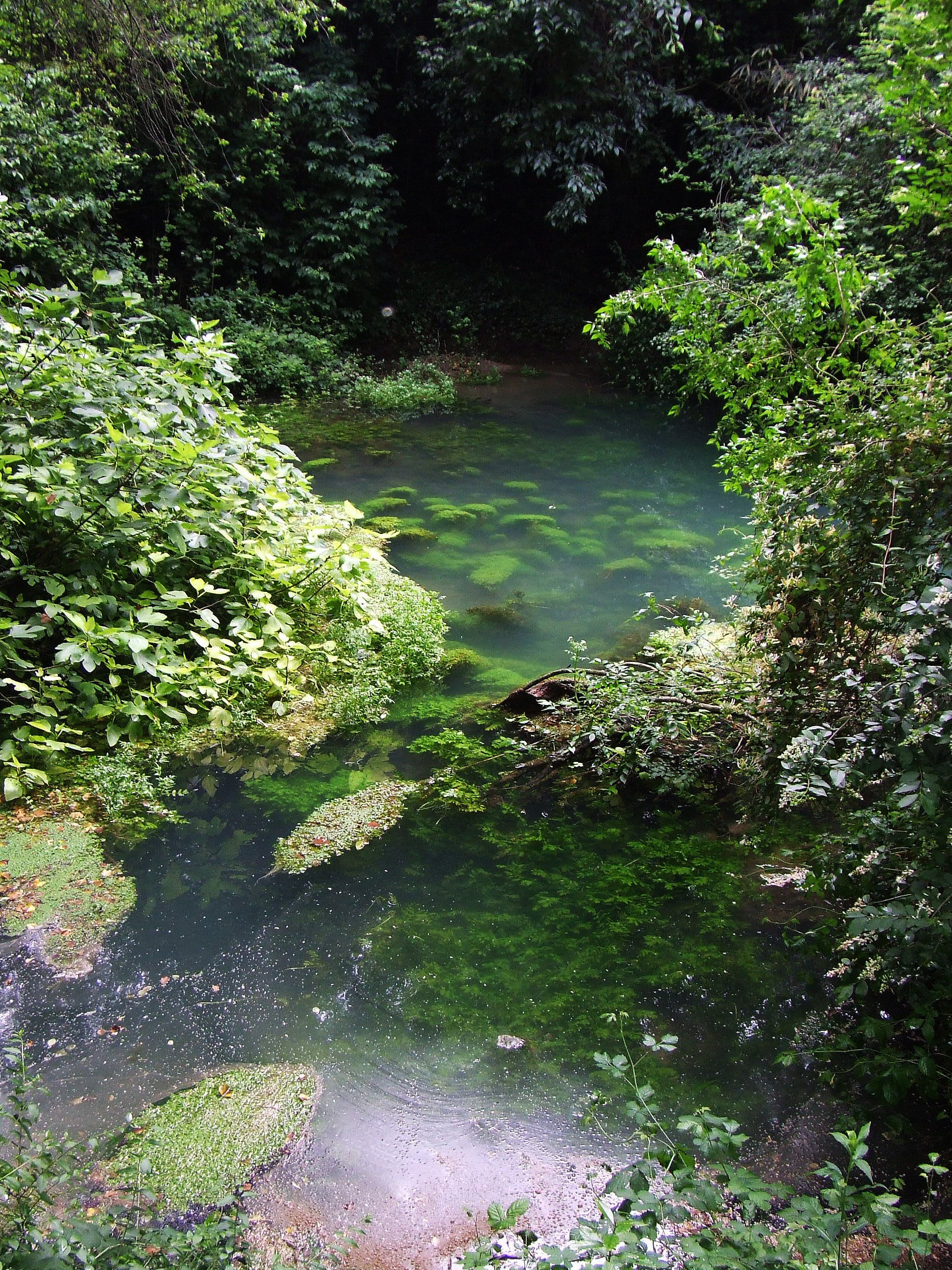
Una delle risorgive del Timavo (San Giovanni di Duino)
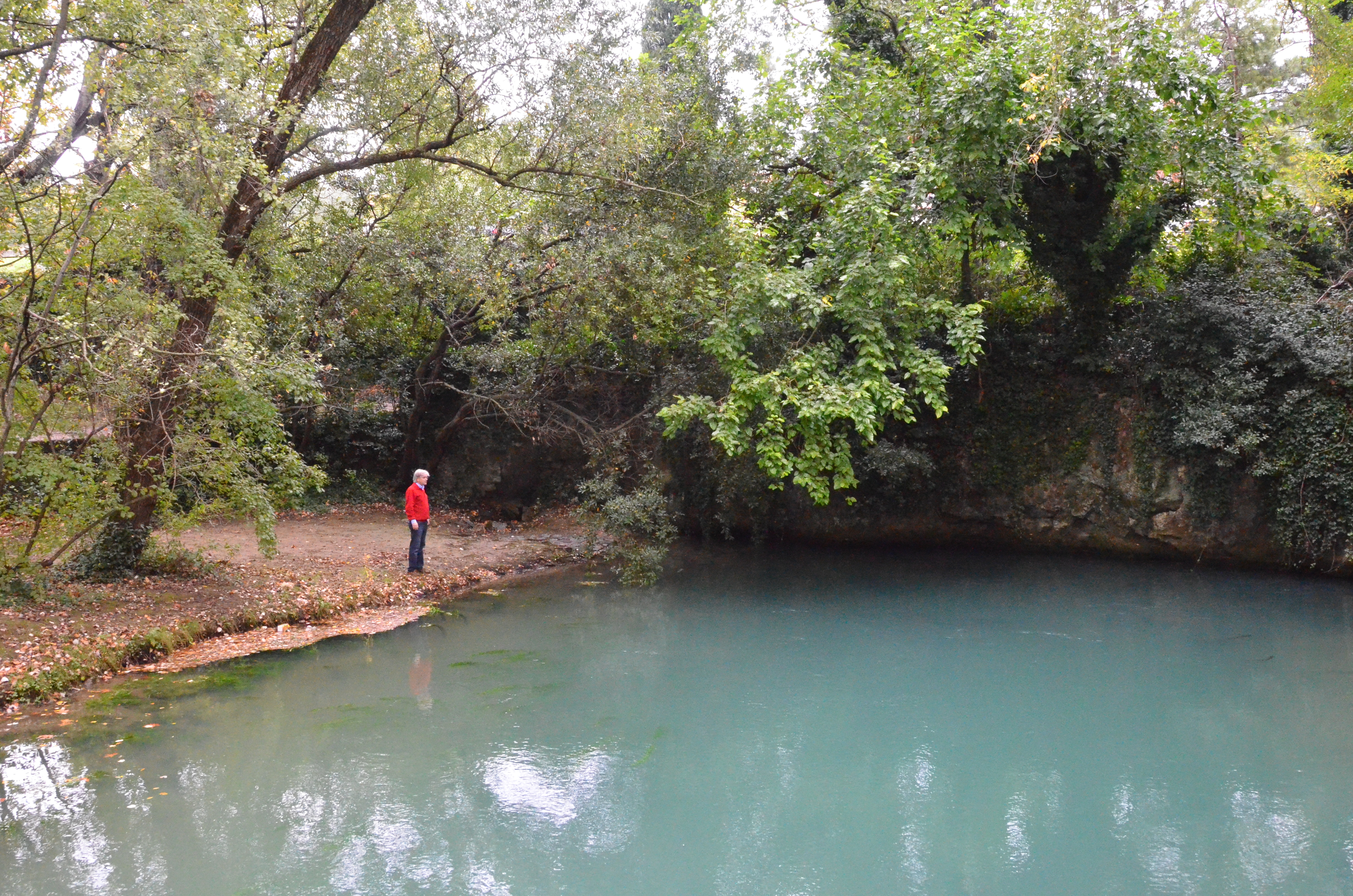
Una delle risorgive del Timavo (San Giovanni di Duino)
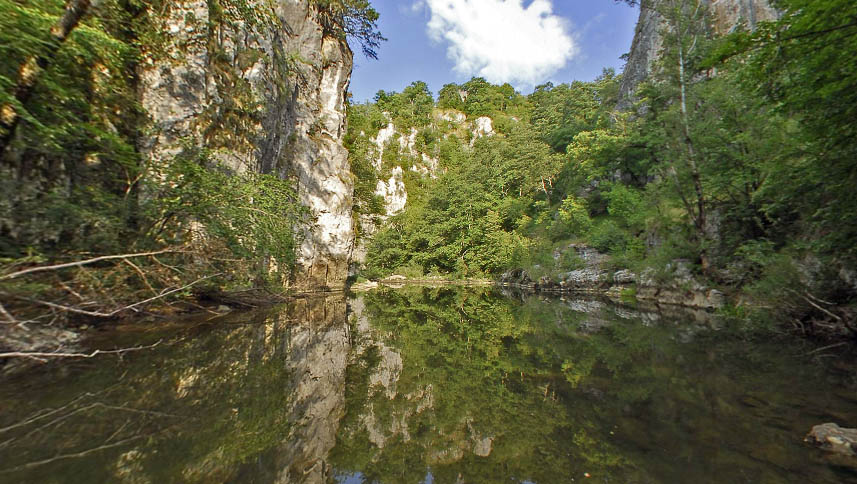
Il Timavo in Slovenia
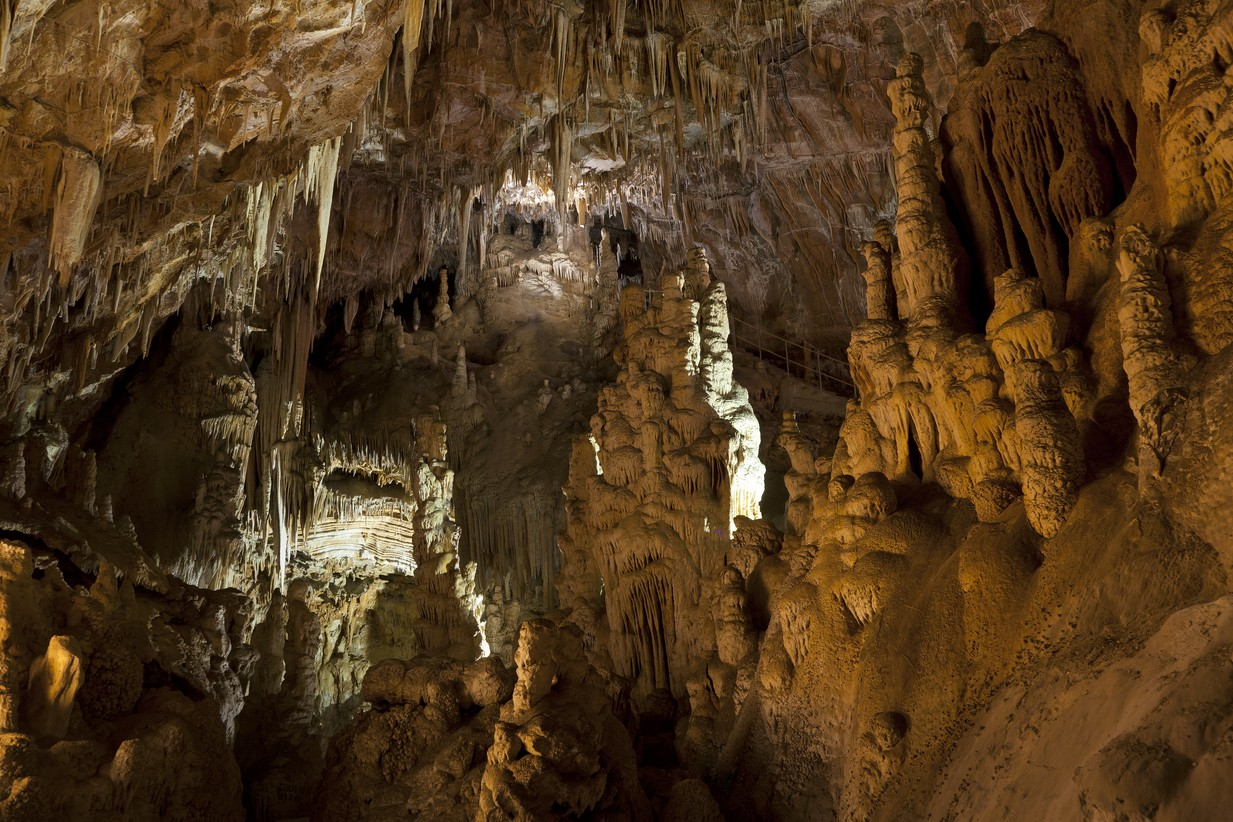
Grotta delle Torri di Slivia considerata percorso del Paleotimavo